# Puma (Messerhersteller)

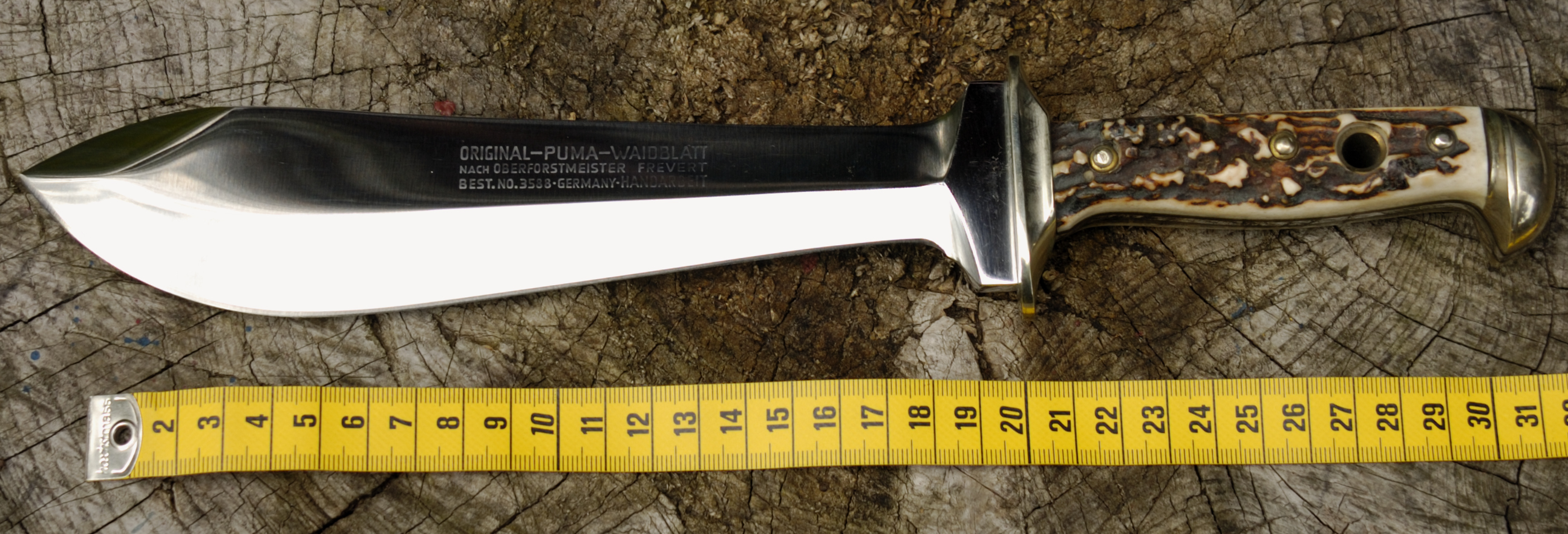
Waidblatt nach Oberforstmeister Frevert, Puma-Seriennummer 20271

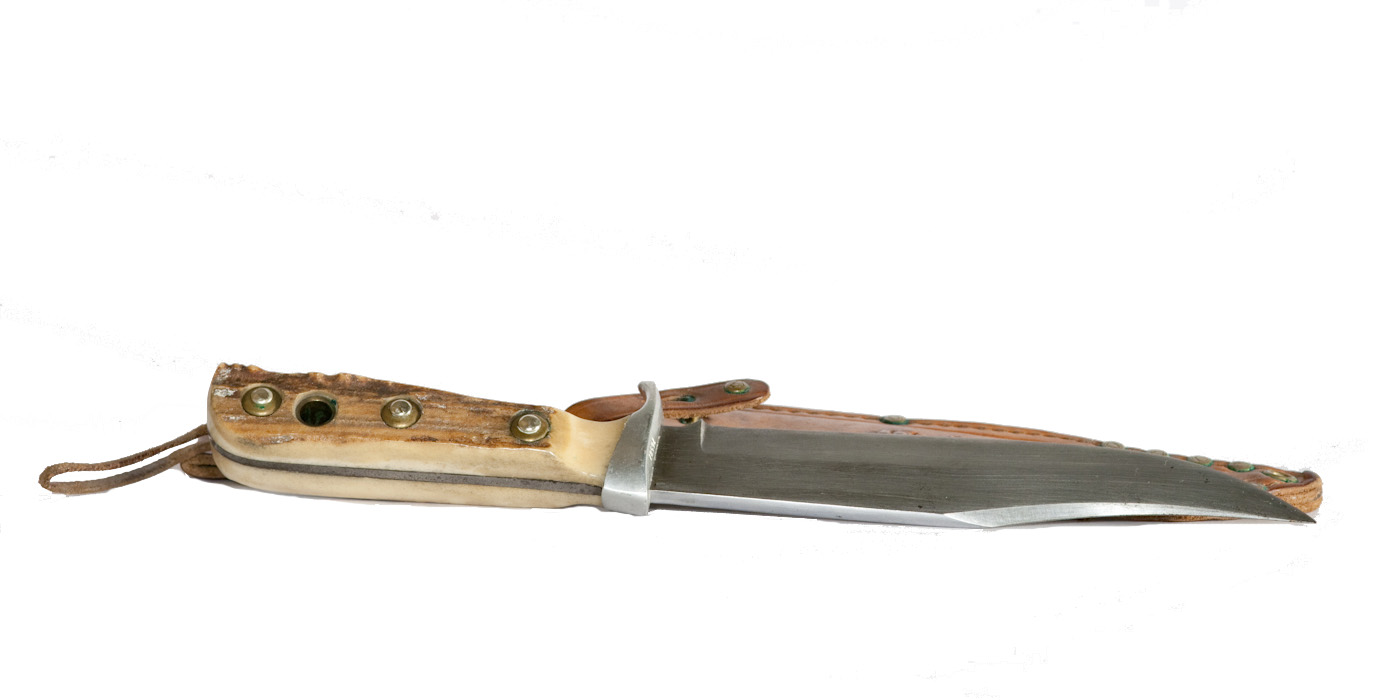
Puma Messer in Bowie-Form

Die Puma GmbH IP Solingen ist ein deutscher Hersteller von Jagd-, Sport- und Arbeitsmessern mit Sitz in Solingen.
Puma stellt seit dem Eintrag des Markenzeichens in die Solinger Messermacherrolle im Jahr 1769 Messer für verschiedene Aufgabenbereiche her.
Ursprünglich war das Puma-Werk in Solingen eine Manufaktur, in der Haarscheren und Rasiermesser hergestellt wurden, erst seit 1876 wurden Taschenmesser, Stilette, Säbel und Hirschfänger hergestellt. Heute setzt die Firma Puma auf eine Kombination von industrieller Fertigungstechnik unter Einsatz computergesteuerter Bearbeitungsmaschinen sowie weiterhin das traditionelle Reiden und Pließten in Handarbeit. Seit 2003 lässt Puma unter der Marke Puma IP (International Production) und Puma Tec (ab 2008) Messer bei internationalen Partnern im Ausland fertigen. Seit 2019 werden zudem die Produktserien PUMA SGB und PUMA XP angeboten. Diese entstanden aus der Zusammenarbeit mit einer Partnerfirma in den USA.

## Geschichte
Puma blickt auf eine lange Tradition zurück und wirbt  auch mit dieser, ohne dass eine durchgängige Geschichte in Familienhand vorliegt. Das Unternehmen verzeichnete in den 1990er Jahren mehrere Verlegungen der Produktionsstätten und Besitzerwechsel.
Der Ruf von Puma gründet auf innovativen Entwürfen aus den 1950er Jahren. Besondere Messerformen wurden nicht nur im eigenen Hause, sondern unter Hinzuziehung von Fachleuten auf anderen Gebieten entwickelt. Eine Reihe von Messerformen geht beispielsweise auf den damaligen Leiter des Badischen Forstamtes, Oberforstmeister Walter Frevert zurück. Aus dieser Zusammenarbeit entstanden z. B. das „Universaljagdmesser“, das „Waidmesser“ und das „Waidbesteck“, bestehend aus dem Waidblatt mit einer 22 cm langen, breit ausgeformten und kopflastigen Klinge und dem schmaleren und deutlich kleineren Nicker. Die Zusammenarbeit mit externen Beratern bzw. Designern hob Puma von Mitbewerbern ab und wurde erst erheblich später von anderen Schneidwarenherstellern aufgegriffen.
Neben den bereits erwähnten Jagdmessern ist insbesondere das Puma „White Hunter“ zu nennen. Ersteres wurde laut Hersteller für die Ostafrikanische Jagdorganisation entwickelt und wurde in leicht abgewandelten Versionen auch als Automesser (Universalmesser im Auto) und Boots- bzw. Tauchermesser beworben. Die deutsche Luftwaffe führte eine Ausführung des White Hunter als Piloten- und Überlebensmesser ein.
Die Produkte werden heute weltweit vermarktet.

### Chronik
- 1769: Johann Wilhelm Lauterjung trägt sein Markenzeichen in die Messermacherrolle der Stadt Solingen ein. In einem Kotten an der Wupper werden auf wassergetriebenen Schleifrädern Klingen geschliffen.
- 1855: Nathanael Lauterjung (1815–1865), Urenkel des Gründers, zieht mit dem Produktionsbetrieb nach Solingen um.
- 1876: Ernst Otto Lauterjung (1855–1931) eröffnet zusätzlich zur bestehenden Manufaktur eine Fabrik, in der Taschenmesser, Stilette, Säbel und Hirschfänger hergestellt werden. Erste Kataloge entstehen.
- 1900: Mehrere Lauterjung-Produktionsstätten werden zum „Puma-Werk, Lauterjung und Sohn“ zusammengefasst und ins Handelsregister eingetragen
- 1920: Puma eröffnet ein weiteres Werk in Solingen
- 1936–1945: Puma fertigt in Kriegsproduktion Bajonette, Offiziersdolche, HJ-Fahrtenmesser und Kampfmesser, bereits 1946 wird wieder eine zivile Produktpalette angeboten
- 1953: Oswald von Frankenberg und Ludwigsdorf (1915–1986), Ehemann von Renate Lauterjung tritt in das Unternehmen ein. In der Folge stellt er die Produktion auf Jagd-, Angel-, Sport- und Freizeitmesser um.
- 1956: das „White Hunter“ wird laut Hersteller für die Ostafrikanische Jagdorganisation entwickelt
- 1964: Einführung des PUMA Nummern-Systems. Jedes Modell erhält eine eigene Prüfnummer mit Herstellungsjahr, inkl. Garantieheft.
- 1967: die Geschäftsleitung wird von Renate von Frankenberg übernommen
- 1986: Oswald von Frankenberg und Ludwigsdorf verstirbt.
- 1991: das Puma-Werk wird an die Solinger Familie Hindrichs verkauft
- 1994: Umzug der Produktionsstätte und Abriss des bisherigen Werks
- 1998: Verkauf an Geschäftsmann H. Hiepass-Aryus und erneuter Umzug
- 2003: Puma IP (International Production): Messerfertigung von ausländischen Partnerunternehmen
- 2008: Puma Tec: niederpreisige Produktlinie aus ausländischer Fertigung